# Nissan ben Avraham
Nissan ben Avraham (Palma de Mallorca, España 11 de diciembre de 1957), nacido como Nicolau Aguiló es un rabino español, es conocido por ser el primer rabino legal nacido en Mallorca desde el siglo XIV y también por ser el primer rabino descendiente de judíos conversos, es decir chueta.

## Biografía
Nissan Ben Avraham nace en Palma de Mallorca el 11 de diciembre de 1957 en una familia católica descendiente de judíos conversos, a temprana edad se entera de su condición de chueta y comienza a profundizar sobre su pasado asistiendo a una sinagoga en Palma, finalmente decide hacer Aliá y emigrar a Israel en 1977.En la actualidad está casado y tiene 12 hijos.

## Conversión y vida rabínica
Una vez en Israel y completados sus estudios básicos sobre el judaísmo se convirtió formalmente al judaísmo en la primavera de 1978 y cambió su nombre a Nissan, después se mudó al kibutz de Shiloh.
En 1991 fue ordenado rabino por el Gran Rabinato de Israel convirtiéndose en el primer chueta en ser declarado rabino oficialmente, una vez declarado rabino se convirtió en el rabino de varias sinagogas españolas y desde hace varios años es el rabino de su ciudad Palma de Mallorca.